# Klartextraum
Unter Klartextraum versteht man in der Kryptographie die Menge aller Klartexte, die verschlüsselt werden können.
Der Klartextraum wird also aus der Menge aller Zeichenfolgen gebildet, die für Sender und Empfänger eine sinnvolle Information darstellen, im Falle des Binärcomputers die Menge aller sinnvollen Folgen aus 0 und 1.
Das Klartextalphabet enthält die Menge aller Zeichen, aus denen ein Klartext bestehen kann.
Verschlüsselung bildet Texte aus dem Klartextraum in den Geheimtextraum ab.